# Brodek u Konice
Brodek u Konice (in tedesco Deutsch Brodek) è un comune della Repubblica Ceca facente parte del distretto di Prostějov, nella regione di Olomouc.